# Segmento Orbital Russo

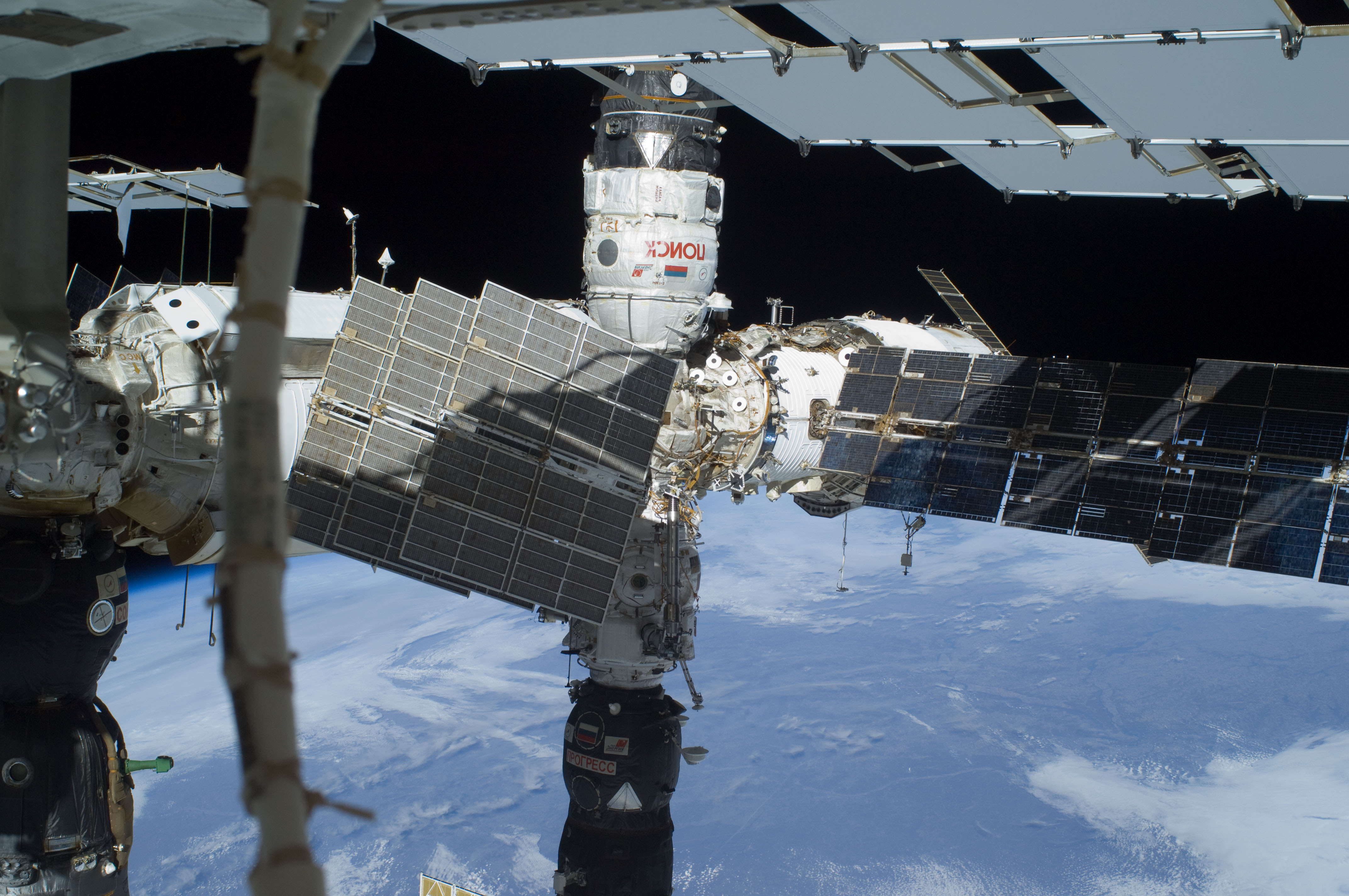
O segmento tal e como estava durante a EVA3 da missão STS-129.

O Segmento Orbital Russo é cada um dos componentes da Estação Espacial Internacional (EEI), construído na Rússia e é operado pela Agência Espacial Federal Russa (Roscosmos).

## Características

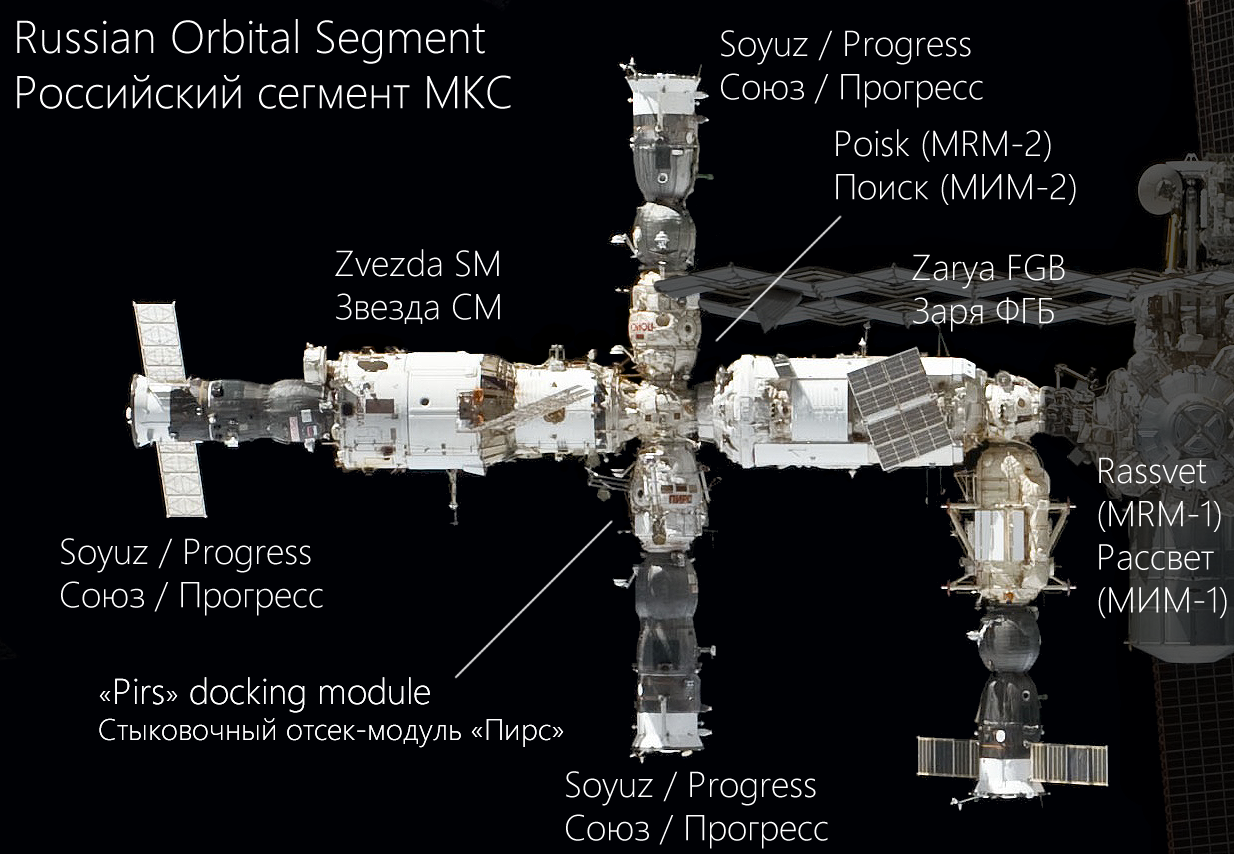
A configuração esperada do Segmento Orbital Russo em 2010.

O segmento é atualmente composto por três módulos, que juntos compõem essencialmente a configuração básica da estação espacial russa cancelada Mir-2. O segmento é controlado diretamente a partir do centro de controle da missão da Roscosmos em Moscou.

### Módulos
O primeiro módulo, o Zarya, também conhecido como o bloco funcional de carga, foi o primeiro componente da EEI a ser lançado. Este módulo proporcionou desde a configuração original da estação com energia elétrica, armazenamento, propulsão, navegação e orientação. Agora é principalmente usado para o armazenamento. O módulo representa o núcleo do Segmento Orbital Russo, e que fornece portas para as nave Soyuz e Progress se acoplarem à estação. O módulo é a única parte do Segmento Orbital Russo a ser totalmente financiado pelos Estados Unidos.
O segundo módulo, O Zvezda, é o módulo de serviço da estação - proporciona um ambiente habitável para a tripulação, o sistema contém o principal motor da EEI, e fornece um porto de atraque para as Soyuz, Progress e do Veículo de Transferência Automatizado.
O terceiro módulo, o Pirs, serve como armazém de ar do Segmento Orbital Russo, armazenando roupas espaciais para EVA fornecendo os equipamentos necessários para os cosmonautas sair da estação espacial. Ela também serve como um compartimento de acoplamento para às naves espaciais Soyuz e Progress.
O quarto módulo, O Poisk, é semelhante ao Pirs. Projetada permitir uma câmara para ser reparado, internamente e externamente, enquanto a equipe usa a outra câmara para sair e voltar a entrar na estação.
O quinto módulo, o Rassvet, é usado principalmente para o armazenamento de cargas e como um porto de acoplagem das cápsulas Soyuz, das naves de carga Progress.
Por fim, o Segmento Orbital Russo deverá expandir-se com a inclusão do Módulo do Laboratório Multifuncional (MLM) que está previsto para ser lançado ao espaço em 2017. De acordo com os planos atuais, a câmera Pirs será extraída antes do lançamento do MLM para fornecer mais um porto de embarco para o módulo de maior capacidade. A RKK Energia, o fabricante dos componentes do Segmento Orbital Russo, também planeja adicionar um módulo node e dois módulos de energia adicionais ao segmento.
Originalmente, o projeto do segmento era muito maior, no entanto, vários componentes, incluindo o Módulo de Embarque Universal, o Módulo de Embarque e Armazenamento, a Plataforma de Energia para a Ciência, e dois Módulos de Investigação Russos, foram cancelados no decorrer do programa da EEI.